# Lázaro Cárdenas (Michoacán)
Ciudad Lázaro Cárdenas is een stad in de Mexicaanse deelstaat Michoacán de Ocampo. Lázaro Cárdenas heeft 171.100 inwoners (2000).
De stad ligt aan de Grote Oceaan, aan de monding van de Río Balsas. De luchthaven van de stad is Lázaro Cárdenas Airport.
De stad is de zetel van het rooms-katholieke bisdom Ciudad Lázaro Cárdenas.

## Geschiedenis
Tot 1932 heette het Los Llanitos. In 1932 werd het 'Melchor Ocampo' genoemd en in 1937 'Melchor Ocampo de Balsas'. In 1970 kreeg Lázaro Cárdenas haar huidige naam, het werd genoemd naar de in dat jaar overleden president Lázaro Cárdenas del Río.
Het epicentrum van de Aardbeving Michoacán 1985 lag iets ten noordwesten van Lázaro Cárdenas.

## Economie
Bij de plaats ligt de grootste haven van Mexico. Ongeveer een tiende van de totale overslag in alle Mexicaanse havens gebeurd in deze belangrijke zeehaven. Er worden vooral containers en droog en nat massagoed overgeslagen. De haven ligt aan een spoorlijn die het vervoer van en naar het achterland verzorgt, deze spoorweg is in handen van de Amerikaanse spoorwegmaatschappij Kansas City Southern. Goederen met de Verenigde Staten als eindbestemming worden via de haven geïmporteerd om drukke havens in Californië te ontlasten. In 2012 verwerkte de haven iets meer dan 30 miljoen ton vracht, waaronder 1,25 miljoen containers.